# Atrobucca trewavasae
Atrobucca trewavasae es una especie de pez de la familia Sciaenidae en el orden de los Perciformes.

## Morfología
• Los machos pueden llegar alcanzar los 21,9 cm de longitud total.

## Hábitat
Es un pez de mar y de aguas profundas.

## Distribución geográfica
Se encuentra en Tamil Nadu (la India ).

## Observaciones
Es inofensivo para los humanos.